# Pirata pra Quê?
Pirata Pra Quê?! é o segundo álbum de estúdio da banda brasileira Mr. Gyn. Foi lançado originalmente em 2001, sendo vendido apenas nos shows da banda. O lançamento oficial nacionalmente ocorreu em 18 de fevereiro de 2004, vendendo em torno de 50 mil cópias.
O primeiro single do disco, a canção "Minha Juventude" é considerada o maior sucesso da banda.

## Faixas
| Edição padrão |                                     |         |  |
| N.º           | Título                              | Duração |  |
| 1.            | "Saber, fazer"                      |         |  |
| 2.            | "Por Quê?"                          |         |  |
| 3.            | "Falando sério"                     |         |  |
| 4.            | "Você comigo"                       |         |  |
| 5.            | "Sonhando"                          |         |  |
| 6.            | "Outro dia"                         |         |  |
| 7.            | "Quanto tempo"                      |         |  |
| 8.            | "A minha paz (part. Valéria Costa)" |         |  |
| 9.            | "Assim não dá"                      |         |  |
| 10.           | "Preciso tanto"                     |         |  |
| 11.           | "Super Herói por você"              |         |  |
| 12.           | "A minha razão"                     |         |  |
| 13.           | "Coisa de brasileiro"               |         |  |
| 14.           | "Minha Juventude"                   |         |  |
| 15.           | "Sonhando (Ao Vivo)"                |         |  |